# Двое под одним зонтом
«Дво́е под одни́м зонто́м» — советский музыкальный художественный фильм по повести Сергея Абрамова.

## Сюжет
Музыкальная эксцентрическая сказка из жизни артистов цирка. Дан (Ивар Калныньш) — жонглёр, который готовит новый номер. Его друг Николай (Евгений Биляуэр) достиг в том же жанре блестящего успеха, но Николай вместе со своей женой (Наталья Андрейченко) скоро уезжает из города. Дан спешит на последнее представление Николая, чтобы ещё раз посмотреть выступление коллеги. Перед отъездом Николай советует Дану поменять жанр и стать иллюзионистом, каким  когда-то был дедушка Дана (Ивар Калныньш), популярный артист прошлого. И случай есть подходящий, один фокусник уходит на пенсию и готов продать весь свой реквизит. Николай утверждает, что Дан никогда не добьётся успеха,  жонглируя булавами, потому что упустил время для работы над собой. Дан отказывается и сильно переживает обиду.  Продолжает репетировать своё выступление под руководством Тиля (Иннокентий Смоктуновский). Герой должен сделать невозможное, чтобы программа стала достойной показа зрителям. Тиль, режиссёр циркового представления, требует, чтобы Дан больше уделял времени репетициям, а номер выполнялся легко и небрежно. Он придумал, чтобы Дан жонглировал булавами, находясь на большой высоте под куполом цирка. Для того, чтобы добиться ма́стерской небрежности, нужно одно из двух: ежедневная рутинная работа или чудо.
Артист цирка, жонглёр Дан, встречает во время дождя загадочную девушку Олю (Елена Сафонова). Ольга говорит, что она волшебница. Дан не верит, но сразу после встречи в его жизни начинаются чудеса. У него в квартире заработал новый телефон. В букинистическом магазине ему попадается редкая старинная книга,которую он давно искал. Артист с успехом проводит очередную репетицию представления, — всё, как и было обещано его волшебницей. Дан по-прежнему отказывается верить, но приглашает Олю в гости, где устроил своеобразную домашнюю фотостудию. Дан делает её фотопортреты и рассказывает о своих дедушке и бабушке (Наталья Акимова), которые снятся ему по ночам, при этом он всегда видит их молодыми. Делится Дан с Олей и своей мечтой об авторском номере, заявку на который посылал год назад в Главк, но до сих пор не получил ответа. Хотя Дан и не рассказывает Оле всё до конца, по фотографиям, костюмам, которые у него есть, можно догадаться, что Дан намерен посвятить свой номер дедушке и бабушке. И в то же время на арене должны быть только жонглёры.  Для одного снимка он предлагает Ольге переодеться в наряд Джульетты, такой же, как тот,в котором когда-то играла бабушка с  дедушкой Ромео в одном из своих цирковых номеров. Ольга настаивает, чтобы артист как можно быстрее позвонил в Главк и узнал решение по заявке. К великому удивлению, на следующий день Дан узнаёт, что его заявка принята единогласно. Казалось бы, теперь артист должен работать и радоваться, но Дан не может понять, происходящее - случайность, его заслуга или волшебство феи?  Ему вообще становится не по себе от всего этого и, когда в очередной раз раздаётся звонок телефона, Дан трубку не берёт, боясь общения с Олей. С этого момента фея исчезает из его жизни так же внезапно, как и появилась. У Дана на арене снова всё валится из рук, Тиль негодует, артист в растерянности. В какой-то момент он звонит влюблённой в него девушке (Елена Яковлева) и приглашает в гости её, но тут же передумывает и отменяет своё приглашение. Фильм заканчивается открытым финалом: идёт дождь, Дан спешит туда, где когда-то произошла невероятная встреча.

## В ролях
- Ивар Калныньш — Дан (Даниил Фролович Шереметьев) / дедушка Дана
- Иннокентий Смоктуновский — Тиль
- Елена Сафонова — Оля
- Наталья Андрейченко — Людмила
- Елена Яковлева — Лера
- Евгений Биляуэр — Николай Зернов
- Наталья Акимова — бабушка Дана

## Съёмочная группа
- Автор сценария: Сергей Абрамов
- Режиссёр: Георгий Юнгвальд-Хилькевич
- Оператор: Альберт Осипов
- Художники: Марк Коник, Игорь Брыль
- Композитор: Исаак Шварц
- Тексты песен: Илья Резник
- Исполнители:
  - Олег Анофриев («Песня о цирке»)
  - Трио «Надежда» («Ах, если б не было дождя»)
- Государственный симфонический оркестр кинематографии
  - Дирижёр: Эмин Хачатурян
- Эстрадный ансамбль Гостелерадио СССР
  - Дирижёр: Борис Фрумкин (в титрах — А. Фрумкин)
- Главный консультант: Леонид Костюк
- Редактор: И. Матьяшек
- Музыкальные редакторы: Л. Глущенко, Е. Витухина
- Директор картины: Сергей Цивилько